# Stefan Marinovic
Stefan Tone Marinovic (Auckland, 7 ottobre 1991) è un calciatore neozelandese, portiere del Grünwald.

## Carriera

### Club
Di origini croate, ha sempre giocato nel campionato tedesco, fino al 2017 quando è andato a Vancouver.

### Nazionale
Ha vinto la Coppa delle nazioni oceaniane nel 2016 con la propria nazionale, venendo anche nominato miglior portiere del torneo.

## Palmarès

### Nazionale
- Coppa d'Oceania: 1

Papua Nuova Guinea 2016

### Individuale
- Miglior portiere della Coppa delle nazioni oceaniane: 1

2016
- Squadra maschile OFC del decennio 2011-2020 IFFHS: 1

2020